# Burmarsh
Burmarsh är en ort och civil parish i grevskapet Kent i sydöstra England. Orten ligger i distriktet Folkestone and Hythe på Romney Marsh, cirka 7 kilometer sydväst om Hythe och cirka 8 kilometer nordost om New Romney. Civil parishen hade 347 invånare vid folkräkningen år 2021.